# Корольов (марсіанський кратер)
Корольов - це кратер у квадранглі Mare Boreum планети Марс, розташований за координатами 73° пн. ш., та 195,5° зх. д. Його діаметр становить 84.2 км. Цей кратер був названий у 1973 році на честь Сергія Павловича Корольова (1906-1966), керівника ракетної програми СРСР, конструктора ракет періоду Космічних перегонів у 1950-х та 1960-х.

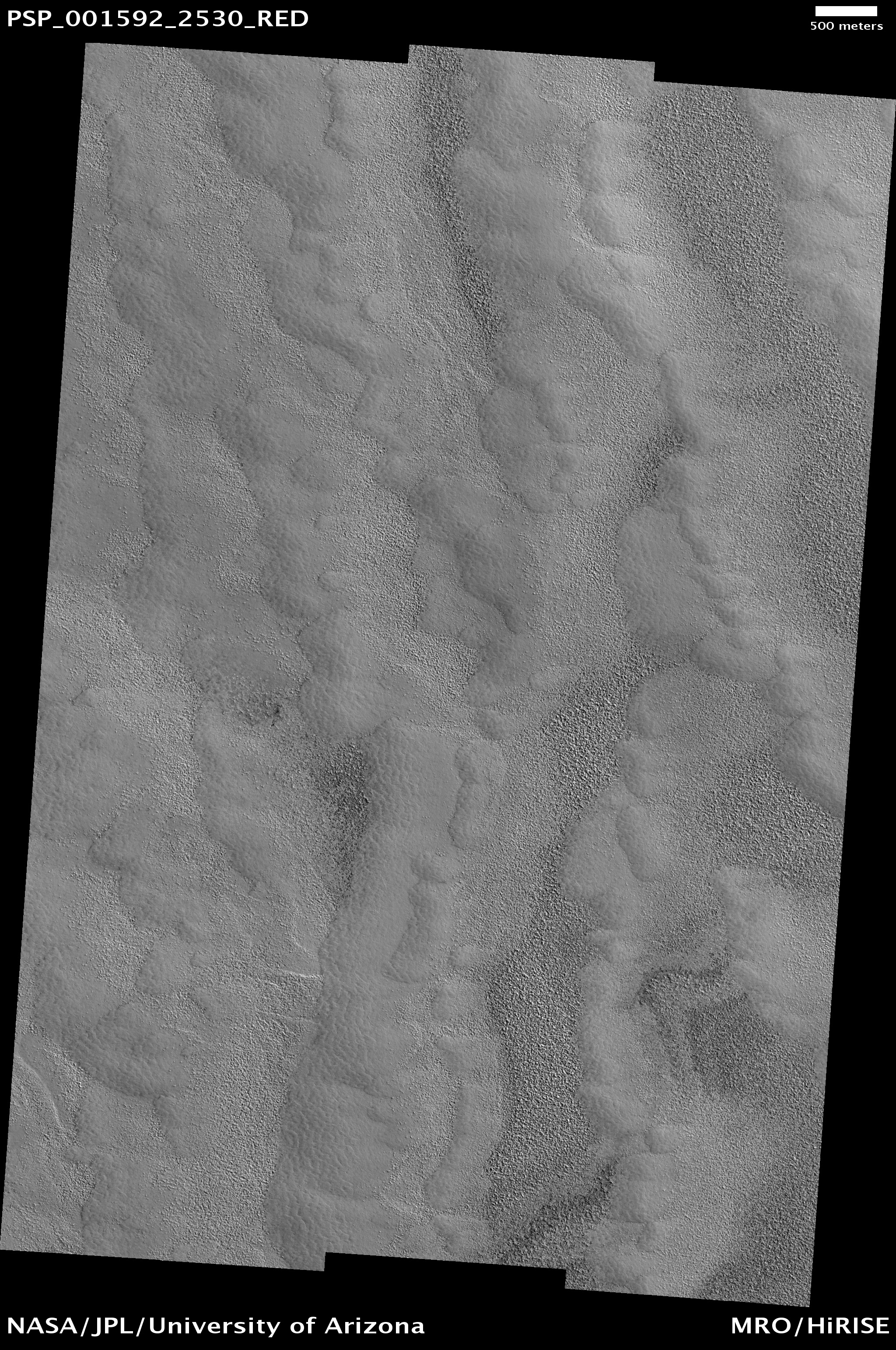
Дно кратера Корольов, знімок HiRISE
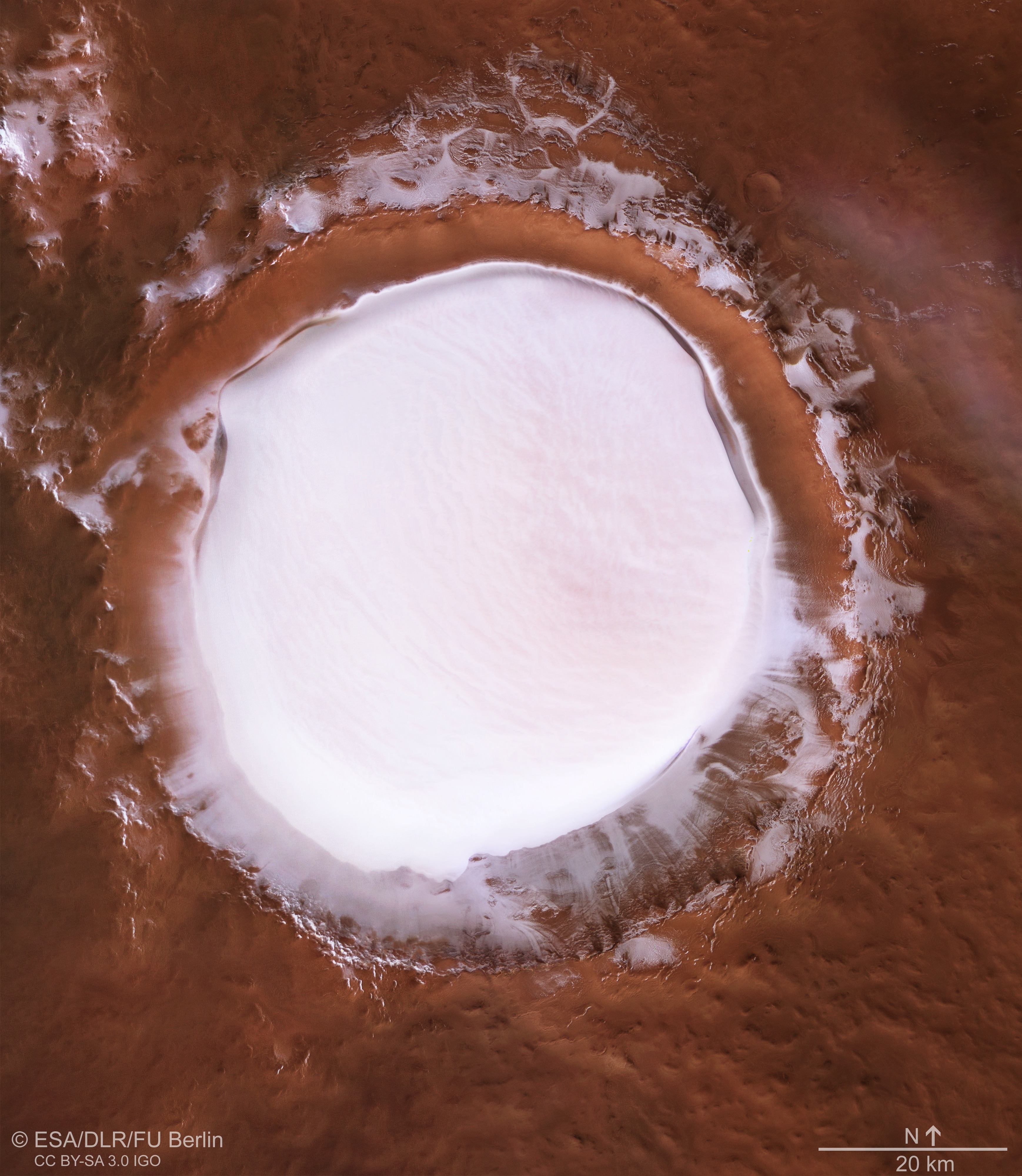
Кратер Корольов, знімок із Mars Express